# Memoriał Ondreja Nepeli 2019
Memoriał Ondreja Nepeli 2019 – czwarte zawody łyżwiarstwa figurowego z cyklu Challenger Series 2019/2020. Zawody rozgrywano od 20 do 21 września 2019 roku w hali Zimný štadión Ondreja Nepelu w Bratysławie.
W konkurencji solistów zwyciężył Rosjanin Dmitrij Alijew, zaś w konkurencji solistek jego rodaczka Aleksandra Trusowa. Wśród par tanecznych również triumfowali Rosjanie Wiktorija Sinicyna i Nikita Kacałapow.

## Terminarz
| Data        | Godzina   | Konkurencja   | Segment          |
| ----------- | --------- | ------------- | ---------------- |
| 20 września | 14:00 CET | Solistki      | Program krótki   |
| 20 września | 17:00 CET | Pary taneczne | Taniec rytmiczny |
| 20 września | 19:10 CET | Soliści       | Program krótki   |
| 21 września | 11:00 CET | Solistki      | Program dowolny  |
| 21 września | 14:30 CET | Pary taneczne | Taniec dowolny   |
| 21 września | 17:00 CET | Soliści       | Program dowolny  |

## Rekordy świata
| Rekordy świata (GOE±5) na moment rozpoczęcia zawodów (stan na 20 września 2019): | Rekordy świata (GOE±5) na moment rozpoczęcia zawodów (stan na 20 września 2019): | Rekordy świata (GOE±5) na moment rozpoczęcia zawodów (stan na 20 września 2019): | Rekordy świata (GOE±5) na moment rozpoczęcia zawodów (stan na 20 września 2019): | Rekordy świata (GOE±5) na moment rozpoczęcia zawodów (stan na 20 września 2019): | Rekordy świata (GOE±5) na moment rozpoczęcia zawodów (stan na 20 września 2019): |
| Konkurencja                                                                      | Segment                                                                          | Zawodnicy                                                                        | Punkty                                                                           | Zawody                                                                           | Data                                                                             |
| -------------------------------------------------------------------------------- | -------------------------------------------------------------------------------- | -------------------------------------------------------------------------------- | -------------------------------------------------------------------------------- | -------------------------------------------------------------------------------- | -------------------------------------------------------------------------------- |
| Soliści                                                                          | Nota łączna                                                                      | Nathan Chen                                                                      | 323,42                                                                           | Mistrzostwa świata 2019                                                          | 23 marca 2019                                                                    |
| Soliści                                                                          | Program dowolny                                                                  | Nathan Chen                                                                      | 216,02                                                                           | Mistrzostwa świata 2019                                                          | 23 marca 2019                                                                    |
| Soliści                                                                          | Program krótki                                                                   | Yuzuru Hanyū                                                                     | 110,53                                                                           | Rostelecom Cup 2018                                                              | 16 listopada 2018                                                                |
| Solistki                                                                         | Nota łączna                                                                      | Alina Zagitowa                                                                   | 238,43                                                                           | Nebelhorn Trophy 2018                                                            | 28 września 2018                                                                 |
| Solistki                                                                         | Program dowolny                                                                  | Alina Zagitowa                                                                   | 158,50                                                                           | Nebelhorn Trophy 2018                                                            | 28 września 2018                                                                 |
| Solistki                                                                         | Program krótki                                                                   | Rika Kihira                                                                      | 83,97                                                                            | World Team Trophy 2019                                                           | 11 kwietnia 2019                                                                 |
| Pary taneczne                                                                    | Nota łączna                                                                      | Gabriella Papadakis / Guillaume Cizeron                                          | 223,13                                                                           | World Team Trophy 2019                                                           | 12 kwietnia 2019                                                                 |
| Pary taneczne                                                                    | Taniec dowolny                                                                   | Gabriella Papadakis / Guillaume Cizeron                                          | 135,82                                                                           | World Team Trophy 2019                                                           | 12 kwietnia 2019                                                                 |
| Pary taneczne                                                                    | Taniec rytmiczny                                                                 | Gabriella Papadakis / Guillaume Cizeron                                          | 88,42                                                                            | Mistrzostwa świata 2019                                                          | 22 marca 2019                                                                    |

W trakcie zawodów ustanowiono następujące rekordy świata (GOE±5):
| Konkurencja | Segment         | Zawodnicy          | Punkty | Data             |
| ----------- | --------------- | ------------------ | ------ | ---------------- |
| Solistki    | Nota łączna     | Aleksandra Trusowa | 238,69 | 21 września 2019 |
| Solistki    | Program dowolny | Aleksandra Trusowa | 163,78 | 21 września 2019 |

## Wyniki

### Soliści
| Poz. | Zawodnik             | Nota łączna | SP | SP     | FS | FS     |
| ---- | -------------------- | ----------- | -- | ------ | -- | ------ |
| 1    | Dmitrij Alijew       | 255,32      | 1  | 101,49 | 2  | 153,83 |
| 2    | Matteo Rizzo         | 232,70      | 4  | 75,87  | 1  | 156,83 |
| 3    | Deniss Vasiļjevs     | 229,97      | 2  | 79,76  | 3  | 150,21 |
| 4    | Aleksandr Samarin    | 218,45      | 3  | 79,56  | 5  | 138,89 |
| 5    | Mitsuki Sumoto       | 209,15      | 5  | 68,14  | 4  | 141,01 |
| 6    | Graham Newberry      | 198,04      | 6  | 63,22  | 6  | 134,82 |
| 7    | Jiří Bělohradský     | 177,69      | 7  | 55,78  | 7  | 121,91 |
| 8    | Lee June-hyoung      | 172,24      | 9  | 52,49  | 8  | 119,75 |
| 9    | Sondre Oddvoll Bøe   | 156,53      | 10 | 51,87  | 10 | 104,66 |
| 10   | Nicky Obreykov       | 155,19      | 12 | 49,25  | 9  | 105,94 |
| 11   | Nikita Manko         | 148,29      | 8  | 53,65  | 12 | 94,64  |
| 12   | Xavier Vauclin       | 143,62      | 14 | 46,75  | 11 | 96,87  |
| 13   | Alexander Maszljanko | 134,53      | 11 | 51,73  | 13 | 82,80  |
| 14   | Michael Neuman       | 128,37      | 13 | 47,17  | 14 | 81,20  |
| 15   | Leung Kwun Hun       | 123,04      | 15 | 42,45  | 15 | 80,59  |
| 16   | Marco Klepoch        | 107,05      | 16 | 41,64  | 16 | 65,41  |

### Solistki
| Poz. | Zawodniczka              | Nota łączna | SP | SP    | FS | FS        |
| ---- | ------------------------ | ----------- | -- | ----- | -- | --------- |
| 1    | Aleksandra Trusowa       | 238,69 WR   | 1  | 74,91 | 1  | 163,78 WR |
| 2    | Kaori Sakamoto           | 194,42      | 4  | 59,97 | 2  | 134,45    |
| 3    | Kim Ha-nul               | 182,50      | 2  | 62,59 | 4  | 119,91    |
| 4    | Lara Naki Gutmann        | 178,12      | 3  | 62,41 | 5  | 115,71    |
| 5    | Jekatierina Riabowa      | 178,06      | 6  | 56,40 | 3  | 121,66    |
| 6    | Mako Yamashita           | 163,54      | 7  | 55,99 | 6  | 107,55    |
| 7    | Stanisława Konstantinowa | 162,25      | 5  | 58,19 | 9  | 104,06    |
| 8    | Ivett Tóth               | 155,79      | 8  | 50,23 | 8  | 105,56    |
| 9    | Marija Sotskowa          | 155,25      | 10 | 48,93 | 7  | 106,32    |
| 10   | Roberta Rodeghiero       | 150,69      | 11 | 48,12 | 10 | 102,57    |
| 11   | Stefanie Pesendorfer     | 136,01      | 12 | 47,32 | 11 | 88,69     |
| 12   | Karly Robertson          | 134,60      | 9  | 50,03 | 13 | 84,57     |
| 13   | Aleksandra Golovkina     | 131,37      | 15 | 44,42 | 12 | 86,95     |
| 14   | Aiza Mambekowa           | 125,71      | 13 | 47,08 | 16 | 78,63     |
| 15   | Sophia Schaller          | 124,65      | 17 | 43,11 | 14 | 81,54     |
| 16   | Danielle Harrison        | 123,04      | 16 | 44,05 | 15 | 78,99     |
| 17   | Ema Doboszová            | 115,43      | 19 | 39,09 | 17 | 76,34     |
| 18   | Nikola Rychtaříková      | 114,17      | 18 | 39,11 | 18 | 75,06     |
| 19   | Angelina Kučvaļska       | 109,77      | 14 | 45,76 | 19 | 64,01     |

### Pary taneczne
| Poz. | Zawodnicy                                | Nota łączna | RD | RD    | FD  | FD     |
| ---- | ---------------------------------------- | ----------- | -- | ----- | --- | ------ |
| 1    | Wiktorija Sinicyna / Nikita Kacałapow    | 198,14      | 1  | 78,44 | 1   | 119,70 |
| 2    | Sara Hurtado / Kiriłł Chalawin           | 188,97      | 2  | 77,03 | 2   | 111,94 |
| 3    | Lorraine McNamara / Quinn Carpenter      | 183,47      | 3  | 73,60 | 3   | 109,87 |
| 4    | Bietina Popowa / Siergiej Mozgow         | 174,12      | 4  | 73,30 | 5   | 100,82 |
| 5    | Yuka Orihara / Juho Pirinen              | 166,93      | 5  | 67,01 | 6   | 99,92  |
| 6    | Jewgienija Łopariowa / Geoffrey Brissaud | 165,68      | 8  | 63,98 | 4   | 101,70 |
| 7    | Sofja Jewdokimowa / Jegor Bazin          | 164,62      | 6  | 66,31 | 7   | 98,31  |
| 8    | Katharina Müller / Tim Dieck             | 159,20      | 7  | 65,42 | 8   | 93,78  |
| 9    | Yura Min / Daniel Eaton                  | 156,45      | 9  | 62,88 | 9   | 93,57  |
| 10   | Natacha Lagouge / Arnaud Caffa           | 138,29      | 10 | 53,76 | 10  | 84,53  |
| 11   | Aurelija Ippolito / J,T, Michel          | 106,97      | 12 | 41,83 | 12  | 65,14  |
| 12   | Jenna Hertenstein / Damian Binkowski     | 104,41      | 13 | 37,30 | 11  | 67,11  |
| WD   | Mina Zdrawkowa / Christopher M. Davis    | DNF         | 11 | 45,90 | DNF | DNF    |